# Parque Estadual Chandless

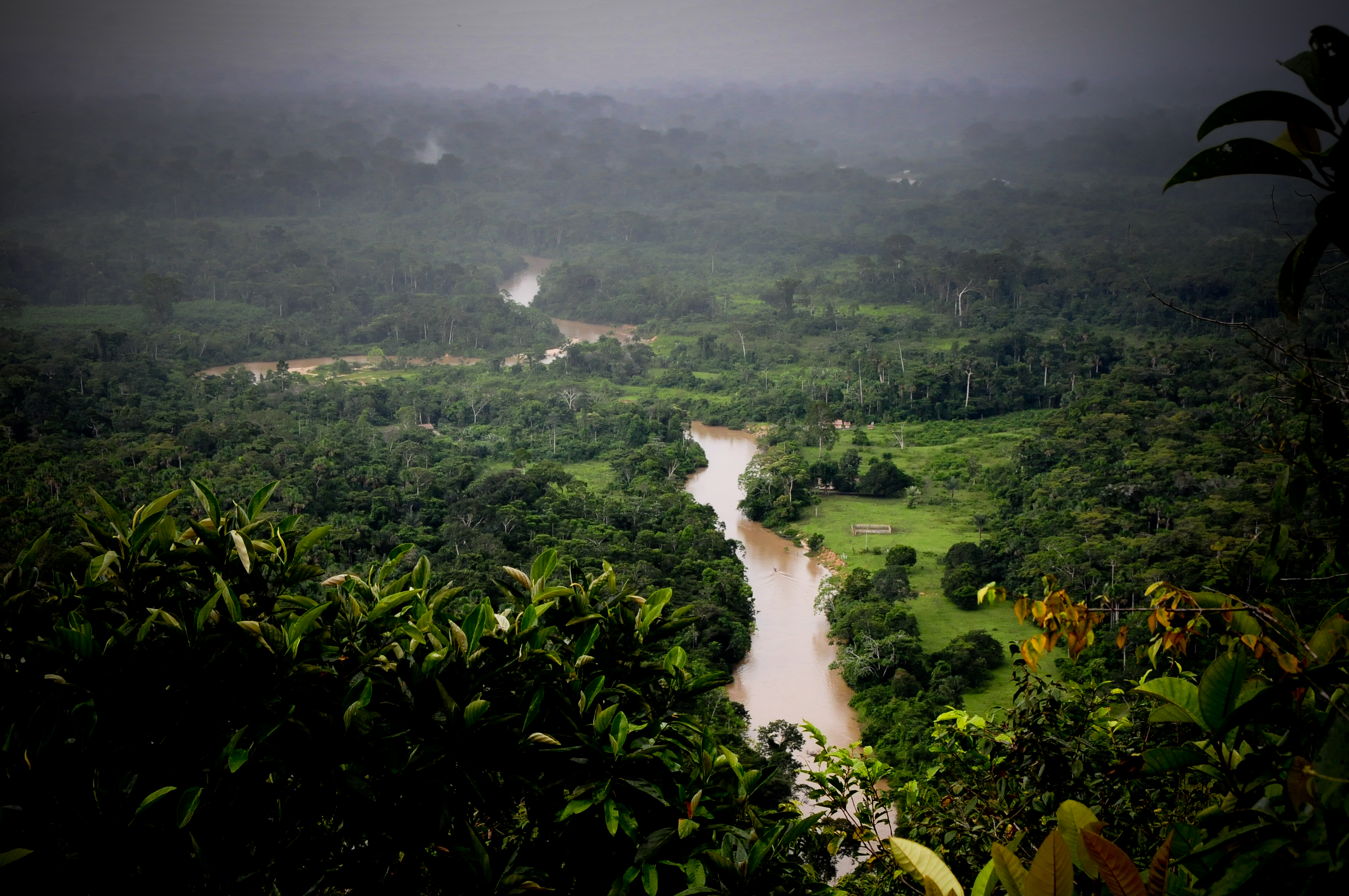
Parque Estadual Chandless 01

O Parque Estadual Chandless é uma área de proteção integral, criada pelo decreto 10.670 de de 2 de setembro de 2004. Possui 695.303 hectares, os quais representam cerca de 4 % da área do Estado. Seu nome faz referência ao rio Chandless, que drena a Unidade no sentido sudoeste nordeste e nasce no Peru. Por sua vez o rio faz homenagem ao explorador William Chandless, que esteve na Amazônia em 1864-66, percorrendo o rio Purus. Seu objetivo era mapear todo o rio Purus até a nascente, entretanto, este feito não foi realizado, por conta da dificuldade de acesso e logística. Sua viagem produziu alguns artigos científicos e um mapeamento quase completo do rio Purus, o que lhe rendeu um reconhecimento mundial, como pesquisador e explorador, recebendo a medalha de Ouro Vitória por seus feitos e um rio em seu nome (que antes chamava-se Aracá).

## Localização
Seus limites são: ao norte, a Terra Indígena Alto Rio Purus e o Projeto de Assentamento Santa Rosa; ao sul, Terra Indígena Mamoadate e Seringal Santa Helena; ao leste, Reserva Extrativista Cazumbá e a Floresta Nacional do Macauã; e ao oeste, a República do Peru. Os municípios que contém áreas do parque são: Manoel Urbano, Santa Rosa do Purus e Sena Madureira.

## Acesso
O acesso ao Parque Estadual Chandless é feito via transporte aéreo saindo do município de Rio Branco indo e chegando até a sede da Unidade, que fica às margens do rio Chandless. O acesso também pode ser feito via fluvial através dos rios Purus e rio Chandless, saindo do município de Manuel Urbano. A viagem pode ser realizada de voadeira, na época do inverno e dura cerca de 8 horas ou de batelão (em qualquer época) e dura cerca de 2 dias.

## Geografia
A região do PE Chandless está inserida na planície amazônica, nas bacias dos rios Purus e Iaco, com extensas áreas de inundações e com a formação de paranás, furos, lagos e igarapés.

### Flora
Estudos indicam que o Parque constitui-se em um dos centros de distribuição do bambu, os chamados "tabocais" do sudoeste da Amazônia, agregando uma diversidade de animais e plantas exclusiva daquela paisagem.

### Fauna
A fauna é riquíssima com registros de grandes mamíferos, entre os quais onça pintada, onça vermelha, anta, queixada, cateto, macaco preto, guariba, barrigudo e outros. Entre as aves podemos destacar a ocorrência do mutum, araras, papagaios, e uma grande diversidade de nambus.
Todos esses elementos tornam o Parque Estadual Chandless um lugar agradabilíssimo que deve ser mantido para as atuais e futuras gerações.